# Ibrahima Sissoko
Ibrahima Sissoko (Meaux, 27 de octubre de 1997) es un futbolista francés que juega de centrocampista en el VfL Bochum de la 2. Bundesliga.

## Trayectoria
Comenzó su carrera en el Stade Brestois 29 en 2015, cuando el club se encontraba en Ligue 2, abandonando el equipo bretón en 2018, después de que fichase por el R. C. Estrasburgo, de la Ligue 1, categoría en la que debutó el 12 de agosto de 2018, en la victoria del Estrasburgo por 0-2 frente al Girondins de Burdeos.

## Selección nacional
Fue internacional sub-18, sub-19, sub-20 y sub-21 con la selección de fútbol de Francia.

## Clubes
| Club              | País     | Año       |
| ----------------- | -------- | --------- |
| Stade Brestois 29 | Francia  | 2015-2018 |
| R. C. Estrasburgo | Francia  | 2018-2024 |
| VfL Bochum        | Alemania | 2024-act. |